# Gustave Fayet
Pour les articles homonymes, voir Fayet.
Gustave Fayet (Béziers, 20 mai 1865 – Carcassonne, 24 septembre 1925) est un peintre, céramiste et collectionneur français, proche de Paul Gauguin et d'Odilon Redon.
Il est inhumé au cimetière vieux de Béziers.

## Biographie
Gustave Fayet apprit le métier de peintre auprès de son père, Gabriel Fayet, et de son oncle, Léon Fayet, tous deux admirateurs de Daubigny, Adolphe Monticelli, et Camille Corot.
Viticulteur, il devient collectionneur d'art et obtient notamment des œuvres de Degas, Manet, Monet, Pissarro et surtout Odilon Redon et Paul Gauguin sur les conseils du critique Maurice Fabre. Il est l'un de leurs premiers collectionneurs (avec George-Daniel de Monfreid) et l'un des principaux prêteurs pour les rétrospectives de Paul Gauguin à Weimar en 1905 et à Paris en 1906. Il possède en particulier près d'une centaine d'œuvres de Gauguin. 
En 1901, il devient conservateur du musée de Béziers et organise leur exposition annuelle cette même année, marquant l'arrivée et la présentation de très nombreux artistes de renom. Il s'installa à Paris en 1905.
Le 23 janvier 1908 il acquiert, avec son épouse Madeleine d'Andoque de Sériège, l'abbaye de Fontfroide (au sud de Narbonne), qu'il s'attache à restaurer et embellir à grands frais en vendant des tableaux de Cézanne et Gauguin. Il y installe des œuvres commandées à ses amis peintres, notamment Odilon Redon qui peint deux grands panneaux pour la bibliothèque, Le Jour et La Nuit (ce dernier comporte les portraits de la famille du mécène) ainsi que des vitraux qu'il réalise en collaboration avec le maître verrier Richard Burgsthal.
En août 1916 il achète l'abbaye Saint-André de Villeneuve-lès-Avignon.
En 1912, il a acquis le château d'Igny (Essonne) dans lequel il vécut jusqu'à sa mort en 1925, acquis à ses héritiers en 1931 par la commune d'Igny qui en fit son hôtel de ville.

## Œuvres
Son œuvre est hétéroclite, tant par la richesse des styles que des techniques explorées : peintures à l'huile, aquarelles, céramiques, cartons de tapisserie, tapis, comme celui qui ornait en 1993 la chambre de sir Valentin Abdy dans son manoir des Cornouailles (reprod. coul. par Philippe Seulliet dans Renaissance d'un jardin anglais dans "Connaissance des Arts" n° 499 - octobre 1993, p.100), céramiques, etc.).
Son style est très personnel, loin des préoccupations impressionnistes et académiques, plus proche du symbolisme.
Elles sont représentées dans de nombreuses collections particulières, ainsi qu'au musée de Béziers (hôtel Fayet) et à l'abbaye de Fontfroide qui accueille une "salle Fayet" depuis 2006. La même année, le musée d'Elne (Pyrénées-Orientales) lui consacre une rétrospective et publie le catalogue de l’exposition.
- Musée d'art et d'histoire de Narbonne : Genêts en fleurs[7]
- Musée du Louvre (Département des arts graphiques) : Motif floral[8]
- Musée des beaux-arts de Béziers : Vue de Saint-Mandrier
- Musée Hyacinthe-Rigaud de Perpignan : Madeleine Fayet allaitant sa fille Yseult

Œuvres de Gustave Fayet
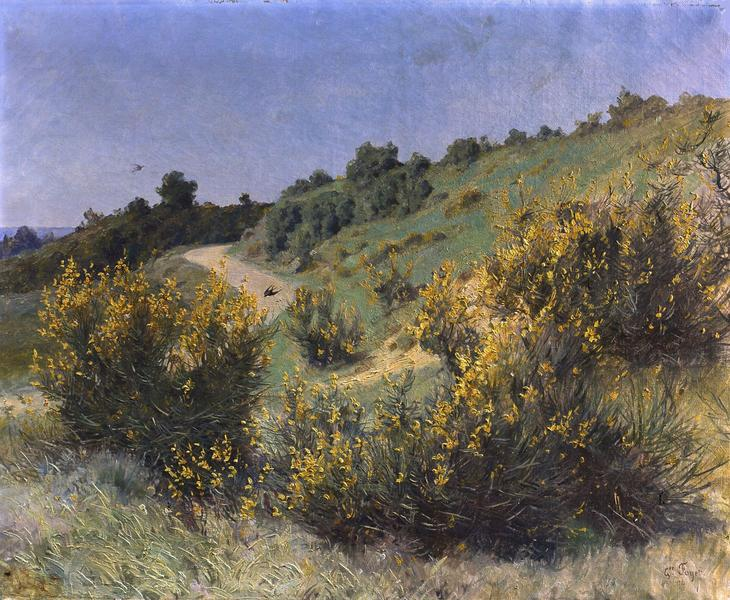
Genêts en fleurs.
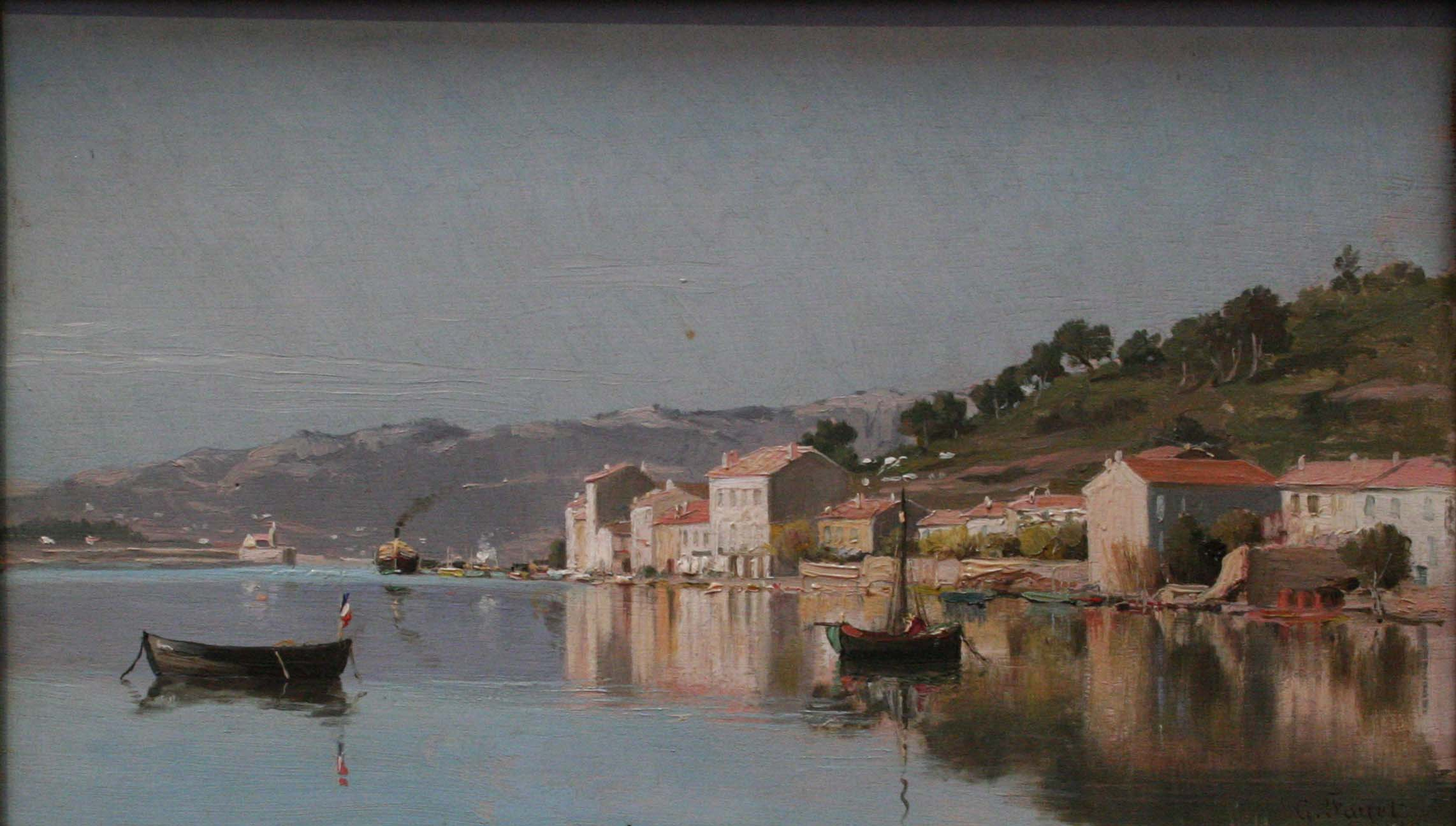
Vue de Saint-Mandrier.
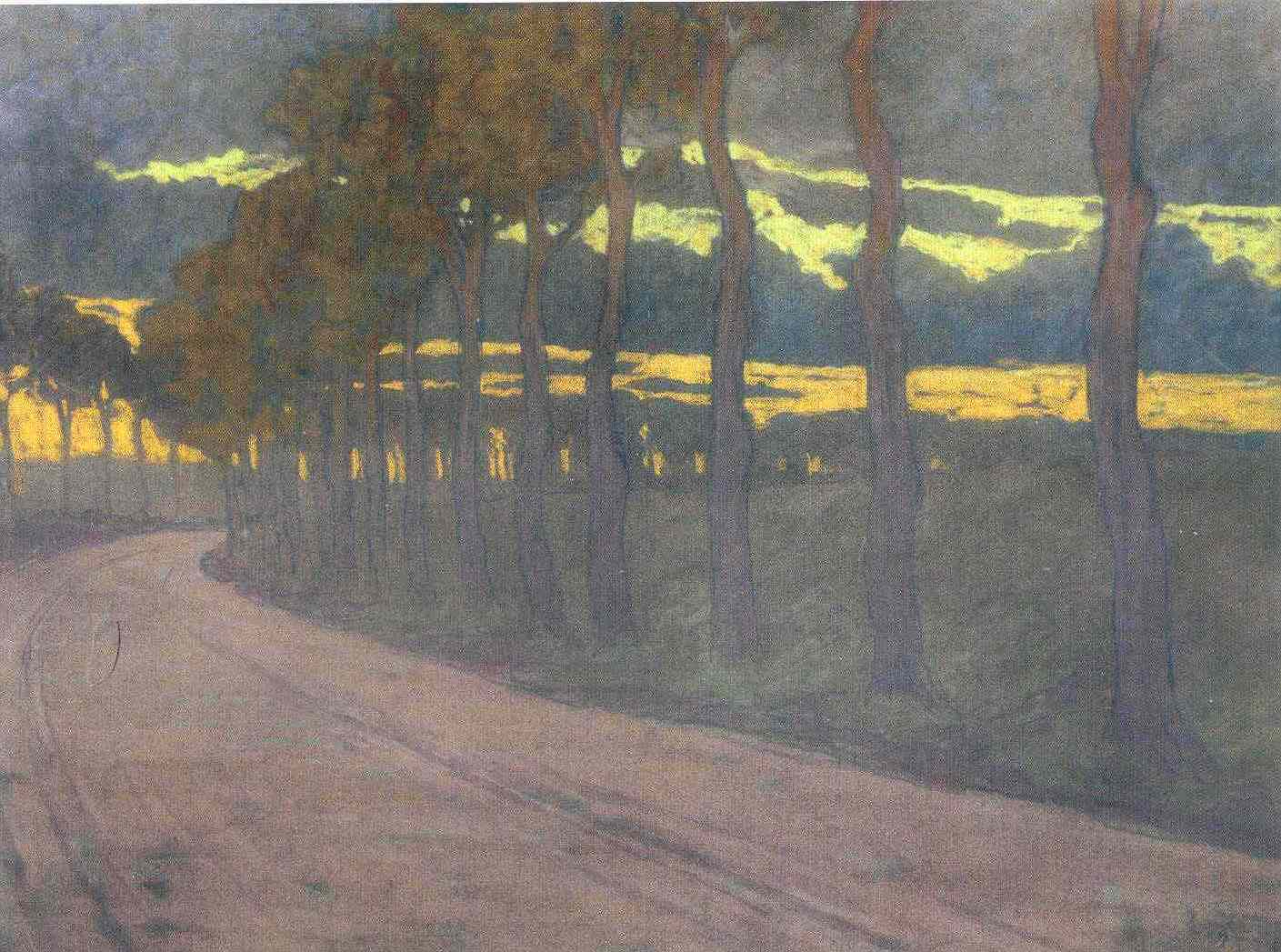
La route mystérieuse.
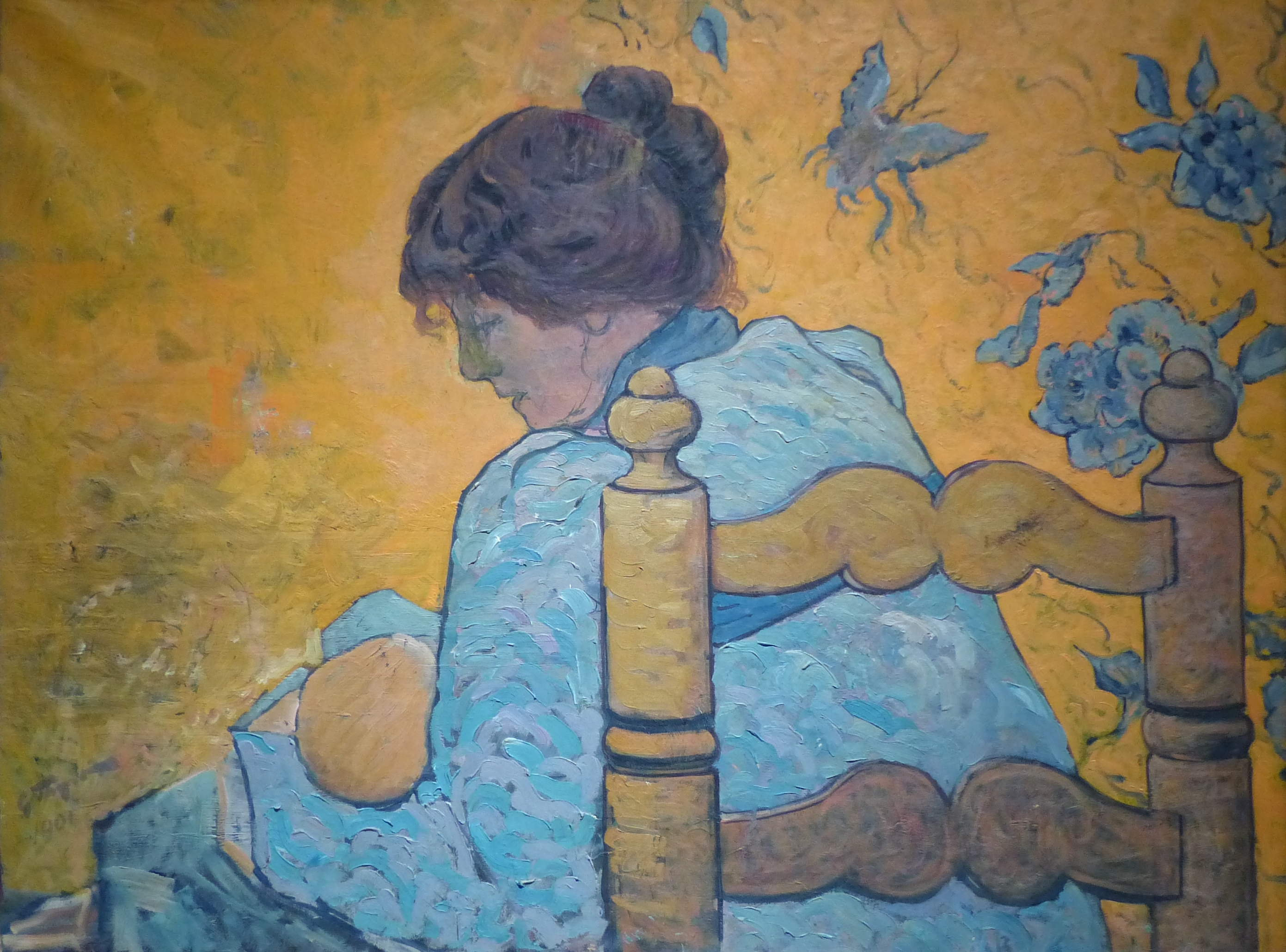
Madeleine Fayet allaitant sa fille Yseult.

## Expositions
- Gustave Fayet, un artiste en sa demeure, 2015, musée Fayet, Béziers